# Falso Azufre
Falso Azufre é um pico da Cordilheira dos Andes localizado na fronteira entre Argentina e Chile com 5906 metros de altura.